# Guvernoratul Homs

Localizarea guvernoratului în Siria

Guvernoratul Homs (în arabă: مُحافظة حمص‎, Muḥāfaẓat Ḥimṣ) este un guvernorat în partea central-estică a Siriei, la granița cu Irak, fiind cel mai mare din stat din punctul de vedere al suprafeței. Capitala sa este orașul Homs.